# Grupo de Quito
El Grupo de Quito fue un grupo de pintores de vasos áticos que produjeron ánforas panatenaicas circa del 370 al 360 a. C.
En los vasos n.º 2 a 4 se menciona al arconte Policelo (367/366 a. C.) como el oficial comisionado, el n.º 1 muestra en lugar de la inscripción oficial la firma del alfarero Quito, este es probablemente el espécimen utilizado para obtener la comisión oficial para las ánforas panatenaicas. El número 5 es un ánfora algo más pequeña de pseudo-ánfora panatenaica.

## Obras
1. Londres, Museo Británico B 604, en Tocra en Cirenaica. pancracio.
2. Bruselas, Museos Reales de Arte e Historia A 1703, de Bengasi en Cirenaica.
3. Nueva York, Museo Metropolitano de Arte 56.171.6 (anteriormente San Simeon, Castillo Hearst), en Cirenaica.
4. Londres, Museo Británico B 603, de Tocra en Cirenaica. Luchador.
5. Londres, Museo Británico  B 612, de Tocra en Cirenaica. Boxeador.